# Parísios

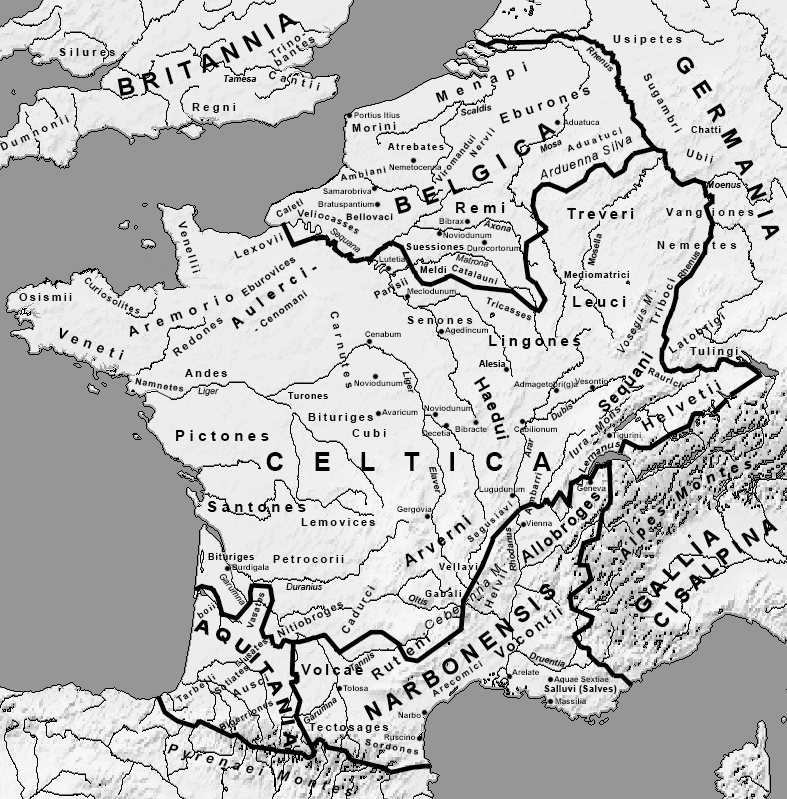
Um mapa da Gália no século I a.C., mostrando a localização de alguma tribos celtas.

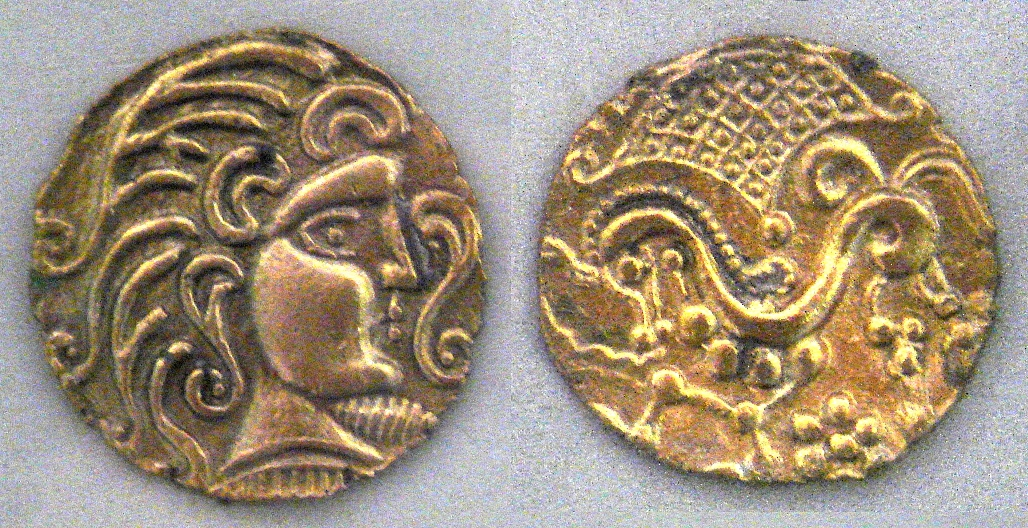
Moedas de ouro dos Parísios, século I a.C., (Cabinet des Médailles, Paris)

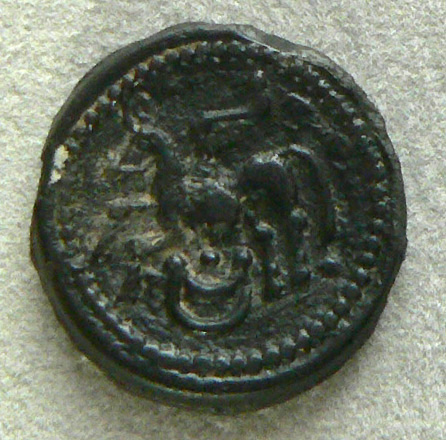
Moeda de Parísios: anverso com cavalo, século I a.C. (Cabinet des Médailles, Paris)

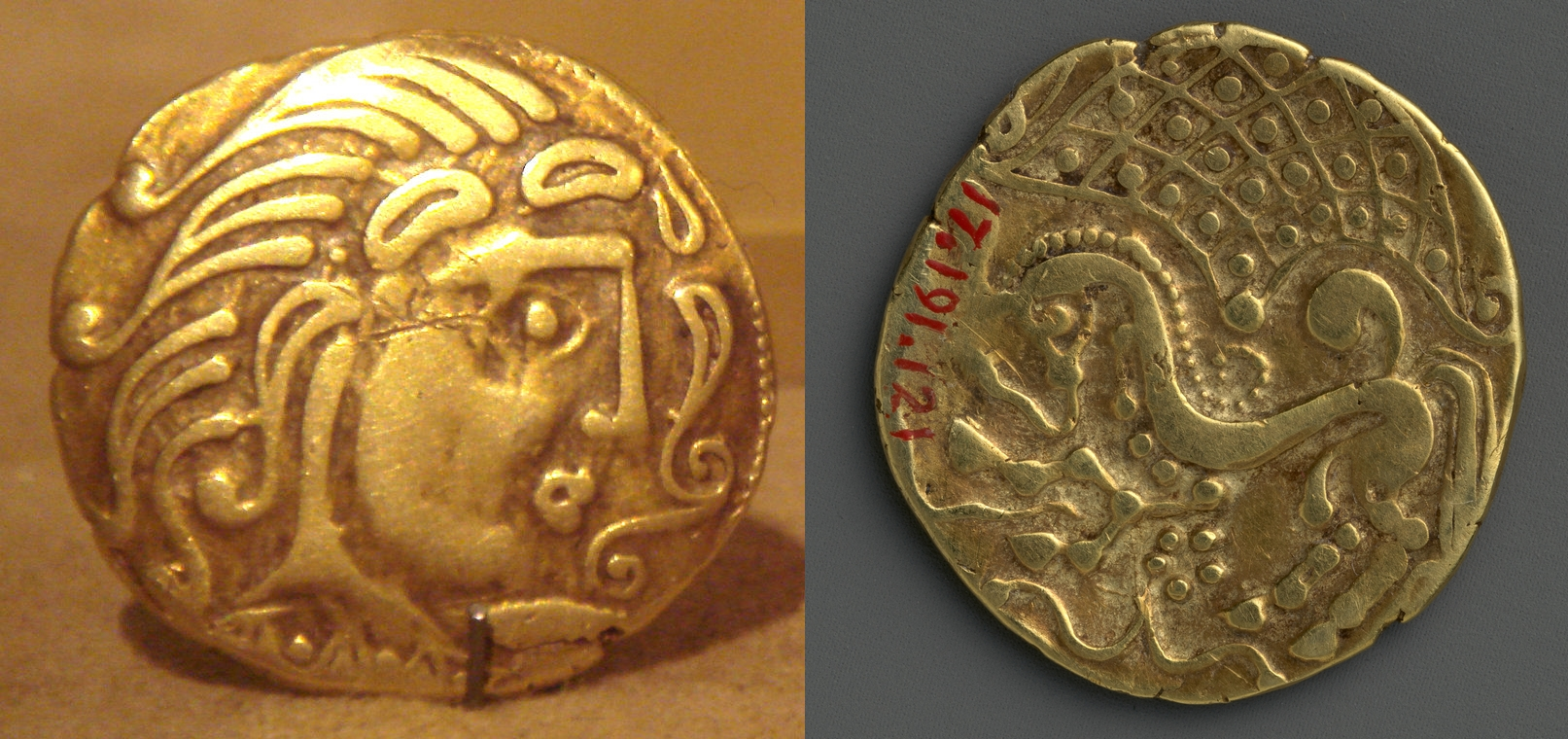
Moedas de Parísios (Metropolitan Museum of Art.

Os Parísios (em latim: Parisii ou Quarisii) foram um povo celta da Idade do Ferro que vivia nas margens do rio Sena (em Latim, Sequana) na Gália em meados do século III a.C. até a Era Romana. Com os Suessiões, os Parísios participaram do levante geral de Vercingetórix contra Júlio César em 52 a.C.
Sua principal cidade foi Ópido, que estava na localidade de Lutécia, que se tornou posteriormente na importante cidade da província Romana de Gália Lugdunense e, por último, na moderna cidade de Paris (o nome Paris deriva de Parísios).

## Parísios na Britânia
Houve um povo celta com o mesmo nome, porém localizado na região da Britânia e que foi descrito por Ptolemeu.